# Wanding
Wanding är ett härad i Kina. Det ligger i provinsen Yunnan, i den sydvästra delen av landet, omkring 480 kilometer väster om provinshuvudstaden Kunming.
Genomsnittlig årsnederbörd är 1 577 millimeter. Den regnigaste månaden är juli, med i genomsnitt 440 mm nederbörd, och den torraste är januari, med 4 mm nederbörd.